# Willard Boyle
Willard Sterling Boyle (Amherst, 1924. augusztus 19. – Wallace, 2011. május 7.) kanadai-amerikai fizikus.

## Életpályája
1921. augusztus 19-én született Amherst-ben; Boyle egy orvos fia volt; Quebec-be költözött a szüleivel, amikor két évesnél (1926) kisebb volt. Otthon tanult édesanyjával 14 éves koráig (1938), amikor Montréalba került a Lower Canada College-be, hogy befejezze középiskolai tanulmányait. Boyle részt vett a McGill Egyetemen, de tanulmányait 1943-ban megszakította, mert csatlakozott a királyi kanadai haditengerészethez a második világháború idején. 1947-ben szerzett BSc fokozatot, 1948-ban MSc-t, 1950-ben pedig PhD-t a McGill Egyetemen.

### Karrierje
A doktori fokozat megszerzése után Boyle egy évet töltött a Kanadai Sugárlaboratóriumban, és két évig a Kanadai Királyi Katonai Főiskolán tanított fizikát. 1953-ban belépett a Bell Laboratóriumba, ahol 1962-ben feltalálta az első folyamatosan működő rubin lézert, Don Nelsonnal. 1962-ben a Bell Labs. leányvállalata a Space Science and Exploratory Studies igazgatója lett, amely támogatta az Apollo-programot. 1964-ben visszatért a Bell Lab-hoz, és az integrált áramkörök fejlesztésén dolgozott.
1969-ben Boyle és George E. Smith feltalálta a CCD-t, amelyre közösen megkapták a Franklin Intézet Stuart Ballantine Medálját 1973-ban, az IEEE Morris N. Liebmann díját 1974-ben, 2006-ban a Charles Stark Draper-díjat, és 2009-ben a fizikai Nobel-díjat. Azonban Eugen Gordon (1930–2014) és Mike Tompsett – a Bell Laboratórium két munkatársa – szerint a fényképezéshez való alkalmazását nem Boyle találta fel. A CCD lehetővé tette a NASA számára, hogy világos képet küldjön a Földről az űrbe. Ez az a technológia is, amely sok digitális fényképezőgépet ma is működtet. George E. Smith azt mondta a találmányukról: "Miután elkészítettük az első képalkotó eszközöket, biztosan tudtuk, hogy a kémiai fotózás halott."
1975–1979 között Boyle a Bell Labs kutatóinak ügyvezető igazgatója volt. Nyugdíjas korában Halifax és Wallace között ingázott. Wallace-ban segített beindítani egy művészeti galériát feleségével, Betty-vel. 2010. június 30-án megkapta a Kanada Rendet. A későbbi években Boyle vesebetegségben szenvedett, és a betegség komplikációi miatt hunyt el Wallace-ben, 2011. május 7-én.

## Magánélete
1946-ban kötött házasságot Betty-vel. 4 gyermekük, 10 unokájuk és 6 dédunokájuk volt.

## Fordítás
- Ez a szócikk részben vagy egészben  a   Willard Boyle című angol Wikipédia-szócikk ezen változatának fordításán alapul.  Az eredeti cikk szerkesztőit annak laptörténete sorolja fel. Ez a jelzés csupán a megfogalmazás eredetét és a szerzői jogokat jelzi, nem szolgál a cikkben szereplő információk forrásmegjelöléseként.